# Aciculioiditermes
Aciculioiditermes es un género de termitas perteneciente a la familia Termitidae.

## Especies
Se reconocen las siguientes:
1. Aciculioiditermes denticulatus
2. Aciculioiditermes holmgreni
3. Aciculioiditermes sarawakensis